# Iraq
|  | Per a altres significats, vegeu «Irak». |

L'Iraq o Irac (àrab: العراق, al-ʿIrāq), o el seu nom oficial República de l'Iraq (àrab: الجمهورية العراقية, al-Jumhūriyya al-ʿIrāqiyya,  escolteu-ho (?·pàg.)), és un país majoritàriament musulmà de l'Orient Pròxim, situat al nord de la península aràbiga. Comprenent la desembocadura dels rius Tigris i Èufrates, és sovint anomenat Bilad ar-Rafidain (el país dels dos rius, Mesopotàmia). Bagdad n'és la capital.
Fa frontera amb l'Iran a llevant, Kuwait al sud-est, Aràbia Saudita al sud, Jordània i Síria a l'oest i Turquia al nord. La població majoritària es distingeix per ser àrab, però hi ha grups ètnics com els kurds i religiosos com els musulmans xiïtes i sunnites.
Al llarg de la seua llarga història, l'Iraq ha estat el centre dels imperis accadi, assiri, babilònic i abbàssida, i part dels imperis aquemènida, macedònic, sassànida, raixidun, omeia, mongol, otomà i britànic.
Des de la invasió de l'Iraq de 2003, una coalició multinacional, principalment nord-americana i britànica, ha ocupat l'Iraq. El conflicte subseqüentment ha tingut gran transcendència: l'augment de la violència civil, política desglossament, l'eliminació i execució de l'expresident Saddam Hussein, i els problemes en el desenvolupament de l'equilibri polític, econòmic i l'ús de les reserves de petroli del país. Aquesta situació de conflicte que s'ha desencadenat en els darrers anys va situar a l'Iraq com el segon país més inestable del món el 2007; després del Sudan.

## Història
El territori en el qual ara es troba l'Iraq coincideix aproximadament amb l'antiga Mesopotàmia. Al 539 aC, Cir II el Gran, rei de Pèrsia, va aconseguir el control de la regió, que va romandre sota el domini persa fins a la conquesta per Alexandre el Gran el 331 aC. Després de la mort d'Alexandre, la dinastia selèucida d'origen grec va regnar en Mesopotamia durant 200 anys.
Va seguir un llarg període amb governs de les noves dinasties perses (arsàcida i sassànida) fins que els àrabs musulmans van envair la regió en el 700. Bagdad va ser la capital dels califes abbàssides. Després del saqueig de Bagdad pels mongols en 1258, turcs i iranians es va disputar la supremacia la regió en disputa, fins que finalment l'Imperi Otomà va assumir el control vers el segle xv.
L'Iraq va formar part de l'Imperi Otomà fins que aquest va caure el 1917. Quan es va efectuar la divisió de l'Imperi Otomà per part de la Societat de Nacions, l'Iraq va restar sota el mandat britànic. Faisal Ibn Hussein va ser instal·lat pels britànics com a rei. El país va obtenir la independència el 3 d'octubre de 1932, però encara va conservar un cert control i presència britànica. El 1958, un cop militar va posar fi a la monarquia que els britànics havien imposat.
En 1979 arriba al poder Saddam Hussein, aleshores l'home més poderós del Partit Baas i, per tant, del país. El seu règim va representar la fi de tota l'oposició política i va dur a terme un regnat de terror.
Durant vuit anys (22 de setembre 1980-20 d'agost 1988) l'Iran i l'Iraq es van enfrontar en una sagnant guerra.
El 2 d'agost de 1990 l'Iraq va envair el seu petit veí, Kuwait i el va ocupar en una hora: això va representar el començament de la Guerra del Golf de 1990-1991. El 1991, Kuwait va ser alliberat per una coalició internacional en una operació anomenada Tempesta del Desert. En acabar la guerra, es va decretar una zona d'exclusió aèria per part de les Nacions Unides, al nord i al sud de l'Iraq.

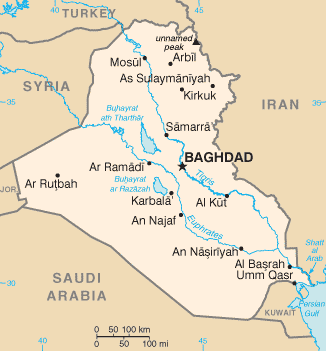
Mapa de l'Iraq

L'octubre de 2002 un referèndum va ratificar la permanència del dictador Saddam Hussein al capdavant de l'estat durant set anys. Durant aquell any, el president George W. Bush va insistir que l'Iraq posseïa armes de destrucció massiva, i que s'havien de destruir, tal com s'havia acordat en les diverses resolucions de l'ONU després de Guerra del Golf el 1991. L'Iraq es va comprometre a complir amb una nova resolució de l'ONU es va acordar d'enviar inspectors de l'ONU a l'Iraq per verificar les armes que tenien. A principis de 2003 els EUA va acusar el règim de Saddam d'incompliment de la resolució i d'amagar informació sobre armes de destrucció massiva als inspectors internacionals.
Els Estats Units van anar acumulant forces militars fora de l'Iraq, i el 19 de març de 2003 amb el suport d'altres països com el Regne Unit i Espanya es va iniciar la Invasió de l'Iraq, que va durar durant aproximadament dues setmanes. Després de l'elecció de 2005 Jalal Talabani (kurd) fou elegit president i es votà en referèndum la constitució una nova constitució el 15 d'octubre de 2005, enmig de fortes mesures de seguretat i amb molta participació, malgrat el vot negatiu de la majoria dels sunnites. Talabani estva acompanyat de dos vicepresidents, un xiïta i un altre de sunnita. La insurgència iraquiana ha seguit des de la retirada de les tropes nord-americanes el 2011. Grups insurgents iraquians han estat lluitant contra el govern central i no hi ha hagut violència sectària entre els grups religiosos de l'Iraq. Des del retir dels militars dels EUA, el nivell de violència ha augmentat, que els grups militants sunnites han incrementat els seus atacs contra la població xiïta majoritària del país per soscavar la confiança en el govern xiïta i els seus esforços per protegir les persones sense suport nord-americà. Els grups armats a l'Iraq han donat suport a la guerra civil siriana contra el règim de Baixar al-Àssad.

### Esdeveniments claus
- Octubre de 1936 - Cop d'estat del general Bakr Sidqi
- 14 de juliol de 1958 - Cop d'estat de l'exèrcit iraquià, conegut com a Revolució del 14 de juliol que proclama la república.
- 1963 Cop d'estat del general Abdul Salam Arif, que va fer assassinar Abdul Karim Qassim. Govern nasserista
- 18 de juliol de 1968, cop d'estat del general Ahmad Hasan al-Bakr, govern baasista
- 28 de setembre de 1978, Saddam Hussein s'assegura el poder al Baath
- 16 de juliol de 1979, Ahmad Hassan al-Bakr es retira i Saddam Hussein puja a la presidència
- 9 d'abril de 2003, Saddam és enderrocat per l'exèrcit americà, i l'Iraq queda sota ocupació militar. El Kurdistan consolida la seva autonomia.
- 15 d'octubre de 2005 - S'aprova en referèndum la constitució iraquiana amb el 78% dels vots a favor.

## Govern i política
El 30 de gener de l'any 2005 l'Assemblea Nacional Constituent va ser triada mitjançant sufragi universal, directe i secret en uns comicis organitzats pel govern provisional iraquià instaurat en el país amb la transferència de sobirania del 28 de juny del 2004. Aquestes eleccions van ser boicotejades per gran part de la població ètnica i religiosa dels àrabs sunnites i els àrabs de la ciutat petroliera de Kirkuk per celebrar sota l'ocupació militar de la coalició multinacional.
Aquesta Assemblea va aprovar una nova Constitució Nacional que va ser ratificada pel poble de l'Iraq en un referèndum (amb el 78% dels vots a favor) el 15 d'octubre de 2005 (en aquesta ocasió sí que van votar gran part dels àrabs sunnites, encara que ho van fer pel No a la Constitució, mentre que els àrabs xiïtes i kurds ho van fer a favor del text constitucional).
Segons aquesta nova Constitució, el règim polític de l'Iraq és una República Parlamentària Federal. Per aquesta raó el governant del país és el Primer Ministre, i el President representa una figura simbòlica d'unitat. La Constitució reconeix a l'islam com a font prioritària del Dret a l'Iraq, imposant la seva supremacia, fins i tot, a la mateixa constitució.
El President de la República és triat pel Consell de Representants (cambra baixa del Parlament) per una majoria d'almenys dos terços dels diputats (article 68 de la Constitució), però si cap candidat obté aquesta majoria en la primera ronda, els dos més votats competiran en una segona volta on resultarà elegit el que obtingui els vots del major nombre de diputats.

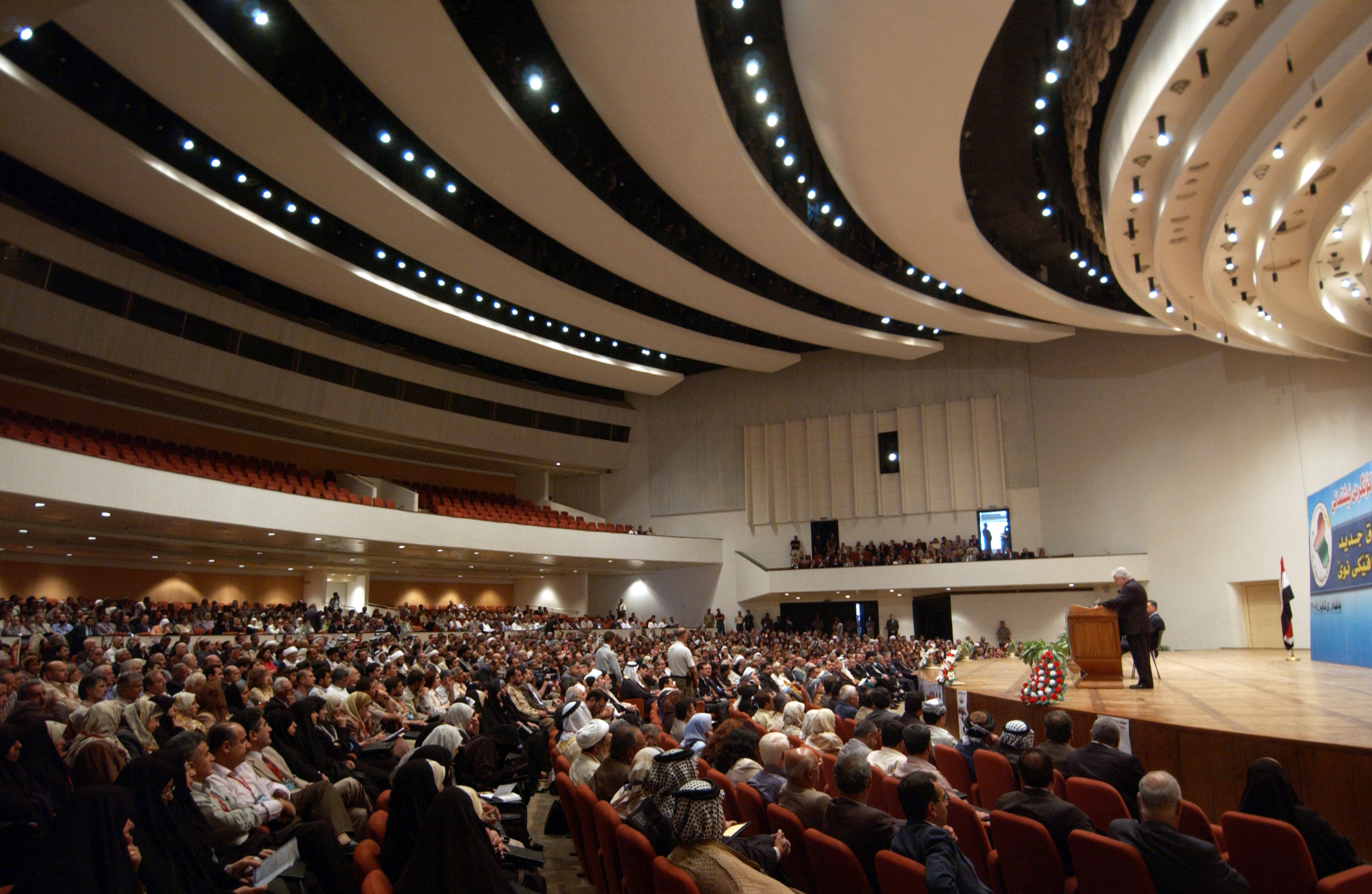
Consell de Representants de l'Iraq

L'article 74 de la Constitució estipula que el President de la República ha d'assignar la missió de formar un Gabinet al candidat a Primer Ministre del partit polític o coalició política que tingui major nombre de diputats al Consell de Representants. El president ha de fer l'assignació dins dels següents quinze dies a la primera reunió de cada nou Consell de Representants electe.
El candidat a Primer Ministre té un termini màxim de trenta dies des de l'assignació pel President per nomenar els ministres del seu gabinet i per a dissenyar la seva Plataforma Ministerial (el seu programa de govern), i després s'ha de presentar davant el Consell de Representants i demanar el seu suport o confiança. S'entendrà que el Consell de Representants li ha atorgat la seva confiança i que per tant el Primer Ministre i els seus ministres han estat triats; quan cadascun dels seus Ministres sigui aprovat o ratificat de forma individual, i quan la seva Plataforma Ministerial sigui aprovada per la majoria absoluta del Consell de Representants (almenys la meitat més un dels diputats del Consell). El Consell es compon actualment d'un total de 325 diputats i, per tant, cal el vot favorable d'un mínim de 163 diputats perquè un candidat a Primer Ministre sigui elegit o ratificat. En cas contrari, el president d'assignar la formació del Gabinet a un altre candidat.
Per tot això, quan els ciutadans iraquians elegeixen els seus diputats al Consell de Representants estan triant de manera indirecta al President de la República, al Primer Ministre i la resta del Govern, i com en tota democràcia parlamentària, el líder de cada partit polític o coalició política que presenta una llista de candidats a diputats es juga a les eleccions legislatives o parlamentàries la possibilitat de ser elegit Primer Ministre.
El Consell de Representants pot destituir el primer ministre i el seu Govern amb un vot de censura o no confiança que reuneixi el suport de la mateixa quantitat de vots necessaris per ratificar al Primer Ministre (almenys la meitat més un dels diputats).
El Primer Ministre té el poder de nomenar i destituir a tots els ministres del Govern, però perquè el nomenament d'un ministre sigui vàlid ha de ser aprovat pel Consell de Representants per majoria absoluta. Si no s'aconsegueix aquesta majoria, el primer ministre ha de nomenar una altra persona per al càrrec.
El Consell de Representants, a més de triar al President de la República i al Primer Ministre, exerceix el Poder Legislatiu, i una Cort Suprema exerceix el Poder Judicial.
A causa del seu caràcter federal, la Constitució permet a les Províncies organitzar-se en Regions Autònomes; que gaudirien d'una àmplia autonomia del Poder Central. El fet que la Constitució estipuli que aquestes Regions es quedin amb una gran part dels guanys de les riqueses petrolieres disponibles en els seus respectius territoris, és una de les causes de la forta oposició sunnita a la Constitució (perquè els àrabs sunnites viuen a les Regions on hi ha menys petroli, mentre xiïtes i kurds viuen en les que tenen més recursos petrolífers).
Des de 1992, el Govern Regional del Kurdistan governa a Erbil. El KRG té un Parlament, escollit per votació popular, anomenat Assemblea Nacional del Kurdistan, i un gabinet integrat pel PDK, l'UPK i els seus aliats (Partit Comunista Iraquià, el Partit Socialista del Kurdistan, etc.) Estructural i, oficialment, les dues parts mostren poques diferències entre si. Igual que les seves organitzacions internacionals que són similars i tots dos tenen una estructura similar d'autoritat. Els kurds ja tenien la seva Regió Autònoma abans de l'aprovació de la Constitució, i per això la mateixa els reconeix un "estatus especial" amb més autogovern. Els kurds trien en eleccions presidencials regionals directes al President de la Regió del Kurdistan, també trien a un parlament.
La Constitució estipula que el futur Parlament ha d'aprovar una llei per crear i organitzar el Consell de la Unió; aquest Consell estarà format per representants de les autoritats de les Regions i Províncies, i serà una espècie de Cambra Alta del Parlament (Senat). Però les seves funcions seran molt limitades, sobretot examinar les funcions i poders de les Regions i Províncies, no podrà participar en l'elecció del President i el Primer Ministre federals perquè aquesta és una atribució exclusiva del Consell de Representants.
Les primeres eleccions parlamentàries sota la nova Constitució es van celebrar el 15 de desembre de 2005, i en elles l'Aliança Unida Iraquiana (coalició de partits confessionals xiïtes) va guanyar la majoria en el Consell de Representants del nou Parlament.
El 22 d'abril de 2006 el president Jalal Talabani va assignar la tasca de formar Gabinet a Nuri al-Maliki, candidat a Primer Ministre d'Iraq de l'Aliança Unida Iraquiana. Maliki reemplaçava a l'anterior Primer Ministre Ibrahim Al Jafari. Igual que era Jafari, Maliki és un veterà líder del Partit Islàmic Dawa (un partit polític confessional xiïta); aquest partit pertany a l'Aliança Unida Iraquiana, que va arribar al poder per primera vegada el 7 d'abril de l'any 2005 després de guanyar les eleccions per a l'Assemblea Constituent. El 20 de maig de 2006 el Consell de Representants li va atorgar la seva confiança a Maliki, triant-lo així com a Primer Ministre.
El President de la República Jalal Talabani és líder del partit Unió Patriòtica del Kurdistan (organització nacionalista moderada kurda); Talabani està en el càrrec des que l'Assemblea Constituent ho va triar el 6 d'abril de 2005, i va ser reelegit per al càrrec pel nou Parlament permanent. L'oposició pacífica i legal dels sunnites al Govern està encapçalada pel Partit Islàmic Iraquià.
El 7 de març de 2010 es van celebrar eleccions parlamentàries (les segones sota la nova Constitució), en què es triava indirectament el pròxim Govern. L'escrutini oficial de les eleccions es va demorar gairebé tres setmanes. Durant aquest temps la Coalició de l'Estat de Dret del Primer Ministre Nuri al-Maliki va aparèixer diverses vegades com la primera força en el recompte parcial dels vots a escala nacional, tot i que altres vegades baixava al segon lloc; quan finalment la Comissió Electoral va anunciar els resultats oficials definitius de les eleccions, el 26 març de 2010, la coalició de Maliki va quedar en segon lloc darrere de la coalició de l'exprimer ministre Iyad Allawi que va resultar guanyadora per un estret marge (la llista d'Allawi tot just va obtenir dos diputats i 11.346 vots més que la llista de Maliki).
En concret, la llista d'Allawi va obtenir 2.631.388 vots populars, equivalents al 25,87% del total dels sufragis, i 91 diputats al Consell de Representants de l'Iraq, la llista de Maliki va obtenir 2.620.042 vots, que representen el 25,76% dels sufragis, i 89 diputats. L'Aliança Nacional (l'altra coalició confessional xiïta) va aconseguir 1.976.412 sufragis, equivalents al 19,43% dels vots, i 70 diputats, la coalició dels partits nacionalistes kurds va obtenir 1.553.667 vots populars, que representen el 15,27% dels sufragis, i 43 diputats. Els 32 diputats restants van ser per forces minoritàries que van sumar en conjunt poc més del 13% dels vots. Maliki va triomfar en gairebé totes les províncies xiïtes (incloent-hi totes les del sud del país) i en la multiètnica i multireligiosa província de Bagdad (en aquesta última per estret marge), però Allawi va triomfar en totes les províncies sunnites i la divisió del vot xiïta a dos grups enfrontats li va permetre superar a Maliki per estret marge a nivell nacional.
Això no obstant, Maliki no va acceptar la seva derrota i va anunciar que impugnaria els resultats a més Maliki va aconseguir un dictamen de la Cort Suprema de Justícia que va afavorir la seva pretensió de quedar-se al poder en permetre que un nou bloc parlamentari producte d'una eventual fusió de la coalició de Maliki amb l'altra coalició confessional xiïta obtingués el dret que al seu líder se li assignés la missió de formar un govern com a Primer Ministre. Maliki va seguir insistint a mantenir el poder i ser reelegit pel Parlament, el que va sumir al país en la incertesa sobre qui encapçalaria el pròxim govern i dirigiria els destins de la nació els següents quatre anys.
L'1 de juny de 2010 el Tribunal Suprem de l'Iraq va confirmar els resultats de les eleccions parlamentàries posant fi així als reclams de frau electoral de qualsevol de les parts, però la incertesa sobre qui seria primer ministre continuava perquè ja per llavors Maliki havia format un nou bloc parlamentari en unir la seva coalició amb l'Aliança Nacional (formada pels altres partits confessionals xiïtes) i entre tots sumen 159 diputats, i per això ell reclamava que se li assignés la tasca de formar govern a perjudici d'Allawi que al seu torn insistia a tenir aquest dret.
El 14 de juny de 2010, més de tres mesos després de les eleccions parlamentàries, es va celebrar la sessió inaugural del nou Parlament (només per juramentar als diputats electes), mentre la incertesa sobre la formació del govern continuava.
El 7 de setembre de 2010 hi va haver una jornada de protestes pacífiques en diverses ciutats del país per manifestar el descontentament de molts ciutadans per l'estancament del procés polític, ja que sis mesos després de les eleccions parlamentàries les diferents forces polítiques no havien aconseguit arribar a un acord per conformar una majoria parlamentària i triar un nou govern, tot i que les protestes no van tenir una assistència massiva o multitudinària, reflectien el creixent descontentament popular amb els polítics que "s'estan barallant per la cadira del primer ministre ", inclòs Maliki que mantenia la seva aspiració a la reelecció.
El 24 d'octubre de 2010 el Tribunal Suprem Federal de l'Iraq va declarar inconstitucional la decisió del nou Parlament de mantenir en suspens de manera indefinida la seva primera sessió iniciada el 14 de juny, donant així per acabada, i li ordenar per tant al Parlament que procedís sense més dilacions a elegir el nou president i al nou primer ministre del país. Amb aquesta decisió s'esperava que els dirigents polítics es veiessin obligats a accelerar la solució a la crisi política causada per les eleccions i definitivament decidissin entre reelegir Maliki o elegir qualsevol dels altres candidats al càrrec.
El 7 de novembre de 2010 es va anunciar un acord entre els principals partits polítics iraquians per reelegir Primer Ministre a Nuri al-Maliki (i a més a més per a reelegir també al president Talabani), un acord que es posaria en marxa a partir de la propera sessió del Parlament. Amb això Maliki havia aconseguit el seu objectiu reeleccionista i es posava fi a la incertesa postelectoral. L'11 de novembre l'acord va ser ratificat en una cimera dels líders polítics, i es va començar a posar en marxa amb l'elecció del president del Parlament. El mateix dia Talabani va ser reelegit President de la República pel Parlament, i el seu primer acte va ser anunciar que encarregaria a Nuri al-Maliki la formació del nou govern, l'endemà Maliki va començar a negociar la formació del Gabinet.
Això no obstant, Talabani no va encarregar formalment a Maliki la tasca de formar govern complint amb tots els requisits constitucionals fins al dia 25 de novembre, i va ser per tant a partir d'aquest dia que Maliki va quedar encarregat de formar govern i que es van començar a computar els 30 dies de termini màxim que li atorga la Constitució per complir amb l'encàrrec i sol·licitar la confiança del Parlament.
El 20 de desembre Maliki va anunciar la llista quasi definitiva dels membres del seu nou govern, només faltaven els noms dels ministres de l'àrea de seguretat (Defensa i Interior principalment) en què no s'havia aconseguit consens entre les forces polítiques, i per això Maliki assumia temporalment aquests càrrecs per part del de Primer Ministre fins que s'arribés a un acord. S'esperava que el nou govern fos aprovat pel Parlament l'endemà, o en uns pocs dies més com a màxim. L'anunci dels membres del govern va causar en els analistes i mitjans de comunicació la sensació que Maliki es reforça com "l'autèntic home fort del nou Iraq", amb la preocupació que suposava per part dels seus opositors, que temien que la seva acumulació de poder personal pogués portar a una nova dictadura.
El 21 de desembre de 2010 el Consell de Representants de l'Iraq (Parlament iraquià) finalment va aprovar o ratificar Nuri al-Maliki com a primer ministre i els ministres del nou govern designats fins ara (en faltaven només alguns per a nomenar), i va donar el seu vistiplau al programa de govern. Amb això Maliki finalment va obtenir la reelecció i va iniciar el seu segon mandat com a cap de govern i governant del país.

## Geografia física

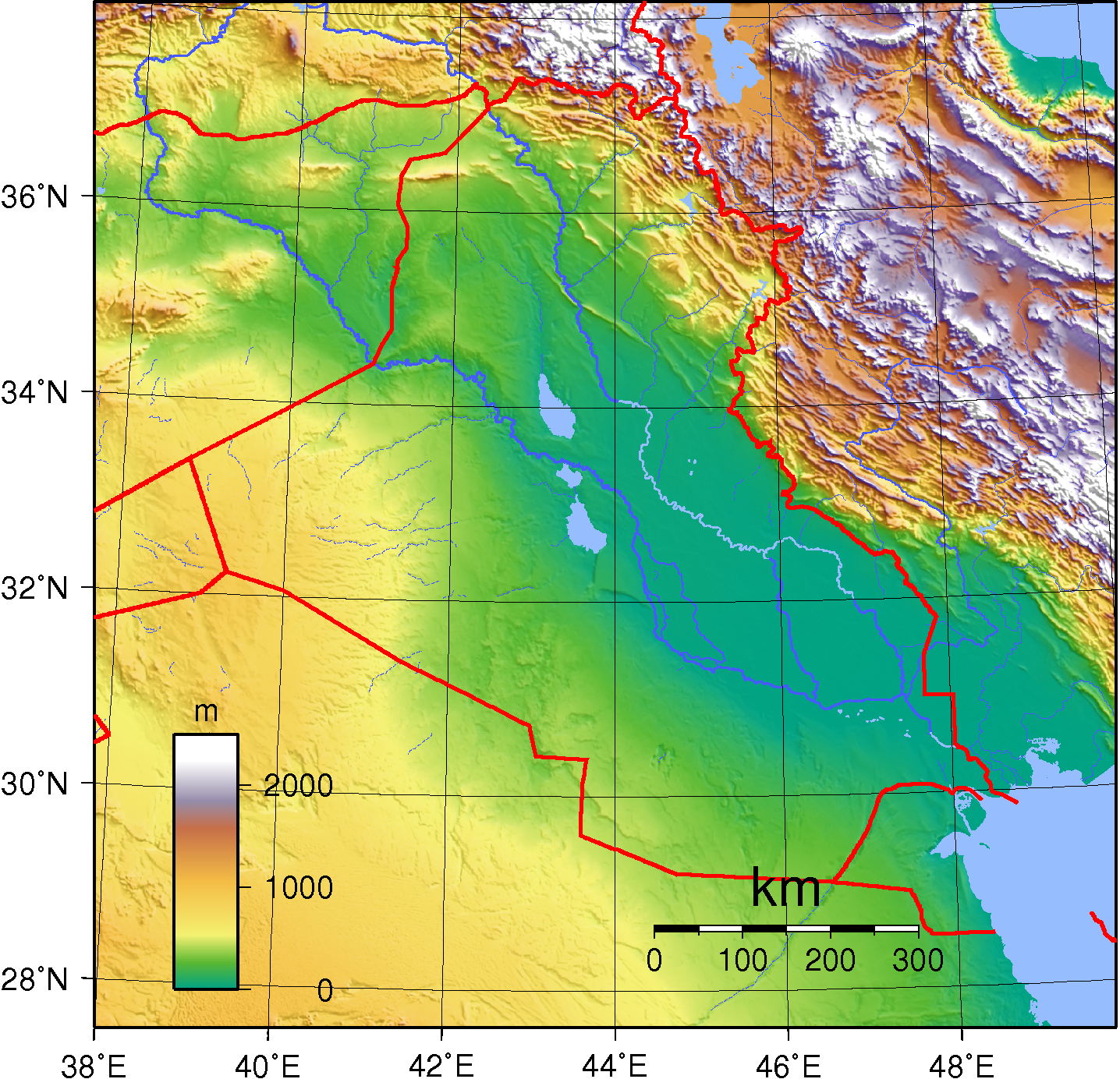
Mapa topogràfic de l'Iraq

El territori de l'Iraq comprèn l'extrem septentrional del desert d'Aràbia, fins a les faldes meridionals dels Monts Zagros, al nord. Està travessat per dos rius de traçat NW-SE, el Tigris i l'Èufrates, que mitjançant una sèrie de planes al·luvials d'elevada fertilitat acaben desembocant al golf Pèrsic tot formant un delta.
- Superfície geogràfica: 437.073 km²; aproximadament la superfície de l'estat de California
- Costa: la costa de l'Iraq és de només 58 km. Prop seu hi havia aiguamolls, que foren però dessecats durant els anys 90.
- Principals ciutats:
  - Bagdad,la capital (3,8 milions d'hab., estimat l'any 1986).
  - Bàssora
  - Mossul
  - Kirkuk
  - Sulaymaniya
  - Irbil
- Topografia: l'Iraq té planes al·luvials, muntanyes i desert.
- Clima: el clima és majoritàriament calorós i sec

### Entorn natural
L'Iraq és un país desèrtic en gran part, tot i que conté també, en menor extensió, altres biomes: bosc mediterrani al bosc del Mediterrani oriental, a l'extrem nord-est; bosc temperat de frondoses al bosc estepari de les muntanyes Zagros a l'extrem nord-est; prats a l'estepa de l'Orient Pròxim, al nord; i les prats inundats a la maresma al·luvial del Tigris-Eúfrates, al sud-est. La resta del territori es divideix, segons la WWF, en les següents ecorregions:
- Desert arbustiu de Mesopotàmia, al centre del país.
- Desert i muntanyes xeròfiles de l'Aràbia i el Sinaí, al sud.
- Desert i semidesert del Golf Pèrsic, en un petit enclavament a la frontera amb Kuwait.
- Deserts i semideserts tropicals del mar Roig, en dos enclavaments del sud-oest, a la frontera amb l'Aràbia Saudita.
- Desert i semidesert del sud de l'Iran, a l'extrem sud-est, a la frontera amb l'Iran.

## Subdivisió administrativa
L'Iraq està dividit en 18 províncies (muhafazat, en singular muhafazah):
| 1. Bagdad (بغداد) 2. Salah ad-Din (صلاح الدين) 3. Diyala (ديالى) 4. Wasit (واسط) 5. Maysan (ميسان) 6. Bàssora o al-Basrah (البصرة) 7. Dhi Qar (ذي قار) 8. al-Muthanna (المثنى) 9. al-Qadisiyah (القادسية) | 1. Babil (بابل) 2. Karbala (كربلاء) 3. Nadjaf o an-Najaf (النجف) 4. al-Anbar (الأنبار) 5. Ninawa (نينوى) 6. Dahuk (دهوك / Dihok) 7. Arbil (أربيل / Hawler) 8. at Ta'mim (كركوك / Kerkûk) 9. as Sulaymaniyah (السليمانية / Silêmanî) | Províncies de l'Iraq enumerades | Mapa de l'Iraq |

Addicionalment, 3 de les províncies del nord conformen la Regió del Kurdistan, regió que gaudeix de més autonomia i que li permet tenir el seu propi parlament, president, primer ministre i constitució.

## Economia
L'economia de l'Iraq es caracteritza per una forta dependència de l'exportació de petroli (l'Iraq és el quart país amb major quantitat de reserves de petroli del planeta segons estimacions de 2007) i per accentuar un desenvolupament dirigit per organismes centrals. Abans de l'esclat de la guerra contra Iran al setembre de 1980, el futur de l'economia iraquiana era brillant. La producció de petroli havia aconseguit el nivell de 3,5 milions de barrils per dia i els ingressos del petroli sumaven 21.000 milions de dòlars el 1979 i 27.000 milions de dòlars el 1980. En començar la guerra, l'Iraq havia acumulat aproximadament 35.000 milions de dòlars en reserves de divises.
Actualment encara, el teixit productiu local es troba molt malmès pels anys de guerra i els esforços se centren en la reconstrucció de la indústria bàsica i el comerç de primera necessitat, amb ajuda internacional.

## Demografia

Grups ètnics i religiosos a l'Iraq
Àrabs xiïtes
Àrabs sunnites
Kurds
Assiris
Yazidis
Turcmans de l'Iraq

El 75% dels habitants del país són àrabs, amb una important minoria kurda (més del 15% del cens total) i altres pobles a les zones de muntanya del nord. Al voltant del 95% de la població és musulmana, amb fortes divisions entre xiïtes i sunnites. Més d'un milió i mig d'iraquians han hagut de fugir del seu país per la guerra i una xifra similar està desplaçada de casa seva (refugiats interns).
Evolució demogràfica:
- 1867: 1,3 milions.
- 1878: 2 milions.[42]
- 1895: 1,9 milions.
- 1914: 2,6 milions.
- 1919: 2,9 milions.
- 1933: 3,5 milions.
- 1945: 4.611.400 (cens)
- 1958: 6.488.000
- 1979: 12.650.000
- 1987: 16.335.200 (cens)
- 1997: 22.018.000 (cens)
- 2009: 31,6 milions.

### Grups ètnics
Iraquians 80%, Kurds 15%, Turcmans de l'Iraq 3%, Assiris 2%.

### Idiomes oficials
És un país oficialment bilingüe, essent l'idioma àrab i el kurd els idiomes oficials; l'àrab és el parlat en gran part del país, i el kurd és la llengua pròpia de la Regió autònoma Kurda o el Kurdistan iraquià, denominada així des de l'administració del partit Baath els anys 1970 i 1980. En aquesta regió hom té el dret d'ensenyar kurd a les seves escoles.

## Esports
- Iraq als Jocs Olímpics
- Selecció de futbol de l'Iraq
- Lliga iraquiana de futbol